# Heinola
Heinola 17 827 lakosú város és település központ (2024. december 31.) Finnországban, a Päijänne Tavastia régió keleti részén, Dél-Szavónia és Kymenlaakso régió határai közelében. Lakosságát tekintve Lahti és Hollola után a régió harmadik legnagyobb települése. Szomszédos települései Asikkala, Hartola, Iitti, Kouvola, Mäntyharju, Nastola, Pertunmaa és Sysmä.
Heinola címerében a Tavastland tartomány vidék, az eurázsiai hiúz ívhídra emlékeztető pólya húzodik át; az 1932-ből származó Jyränkö-hídra (Jyrängönsilta) utal, amely átszeli a Kymi folyó kisebb részét, a Jyrängönvirtát. A címert Gustaf von Numers tervezte, és Heinola Városi Tanácsa 1958. szeptember 23-i ülésén hagyta jóvá, s ugyanazon év november 11-én engedélyezte a Belügyminisztérium használatára.
2024 júniusában Heinola felkerült a The Times újság 30 vonzó nyári úticéljának listájára, ahol az emberek tikkasztó hőség nélkül nyaralhatnak.

## Története

Heinola regionális ízületek térképe:

Heinola az egykori nagyobb Hollola távoli faluja volt, mígnem 1776-ban vált nagyobb jelentőségűvé, amikor III. Gusztáv svéd király az akkori tartomány kormányzati központjává tette. Abból a korból való a városközpont hálóterve. Heinola a közeli régiók kereskedelmi központjává is vált.
Amikor Finnország 1809-ben Oroszország része lett, a tartomány fővárosát az államhatárral együtt keletre helyezték át. Ennek ellensúlyozására Heinola városi jogot kapott 1839. december 26-án I. Miklós orosz cártól. A második világháború előtt Heinola fürdővárosként volt ismert, 1972-ig pedig egy általános iskolai tanárokat oktató intézet (seminaari) helyszínéül szolgált. Mindkettő az 1890-es években átalakult, és fontos szerepet játszott a város életében.
Heinolan maalaiskuntát 1997-ben egyesítették Heinolával.

## Földrajza

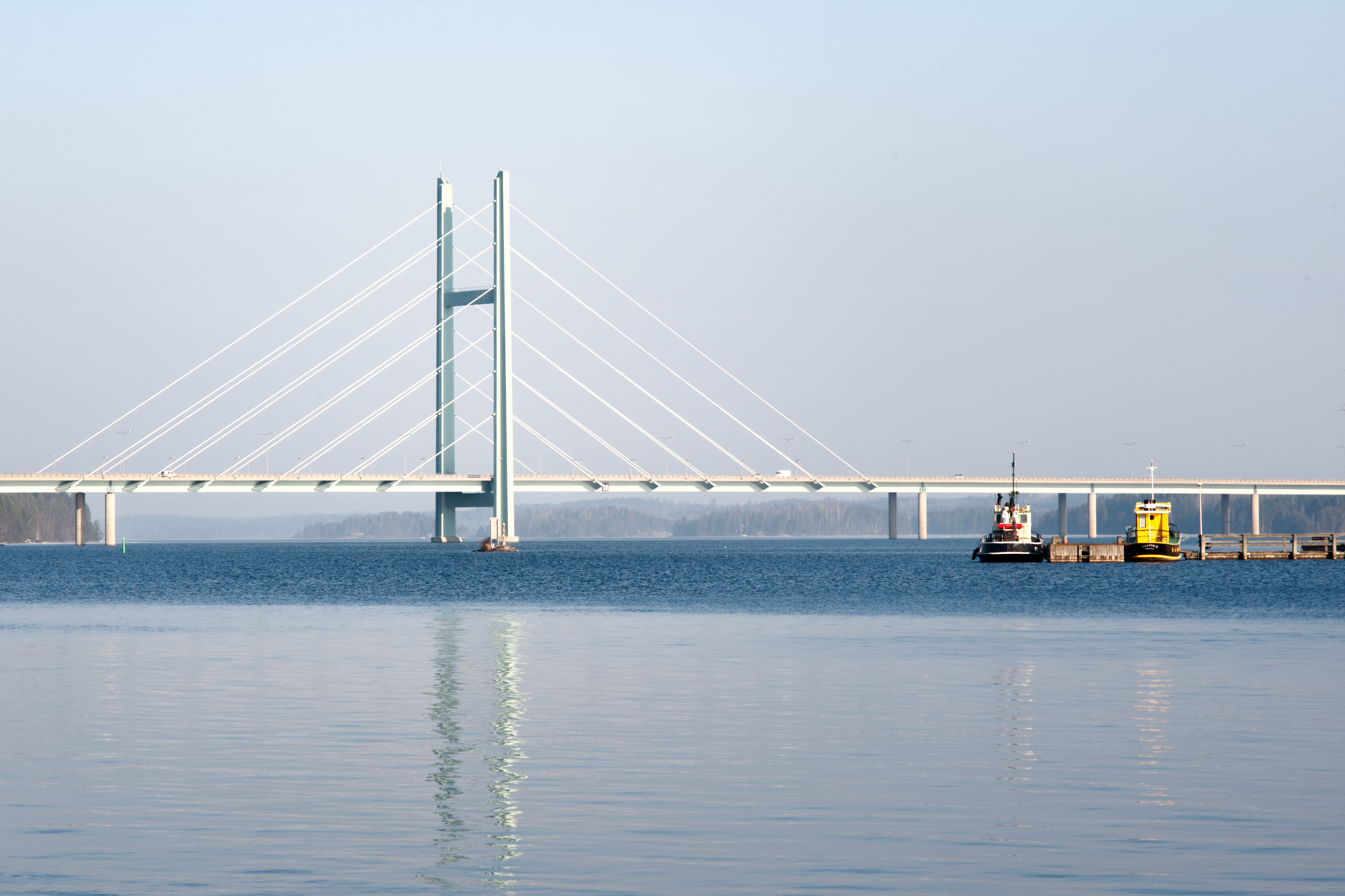
A Tähtiniemi híd

Heinola nagyrészt két tó, a Ruotsalainen és a Konnivesi között fekszik. A tavakat összekötő vízi út a várost szintén átszelő eskerrel együtt Heinola jellegzetes földrajzi adottsága. Egy autópálya (finn 4-es / E75) köti össze Heinolát Lahtival (35 km) és Helsinki (138 km); átszeli a Ruotsalainen-tavat is a Tähtiniemi hídon a város északi részén. Innen indul ki az 5-ös finn országút, amely több mint 900 kilométeren keresztül halad észak felé Kuopio és Kajaani városain keresztül Sodankyläig.

## Éghajlata
A boreális éghajlat (Dfc) a nedves kontinentális éghajlattal (Dfb) határos.

## Gazdasága
A második világháború után Heinola gazdasági tekintetben iparváros volt, elsősorban fafeldolgozó iparának köszönhetően. Az ipar maradt a legnagyobb foglalkoztató az 1970-es évekig, amikor a kereskedelem és a szolgáltatási szektor országos tendenciát követve növekrdni kezdett.
A Volkswagen Bogár autók Heinolán készültek.
Heinolát súlyosan érintette a 2008-ban kirobbant gazdasági világválság. Az UPM-Kymmene, amely korábban a közszféra után a legnagyobb munkaadó volt, arról számolt be, hogy 2010 folyamán bezárta heinolai fűrészüzemét és rétegeltlemezgyárát.

## Látnivalók

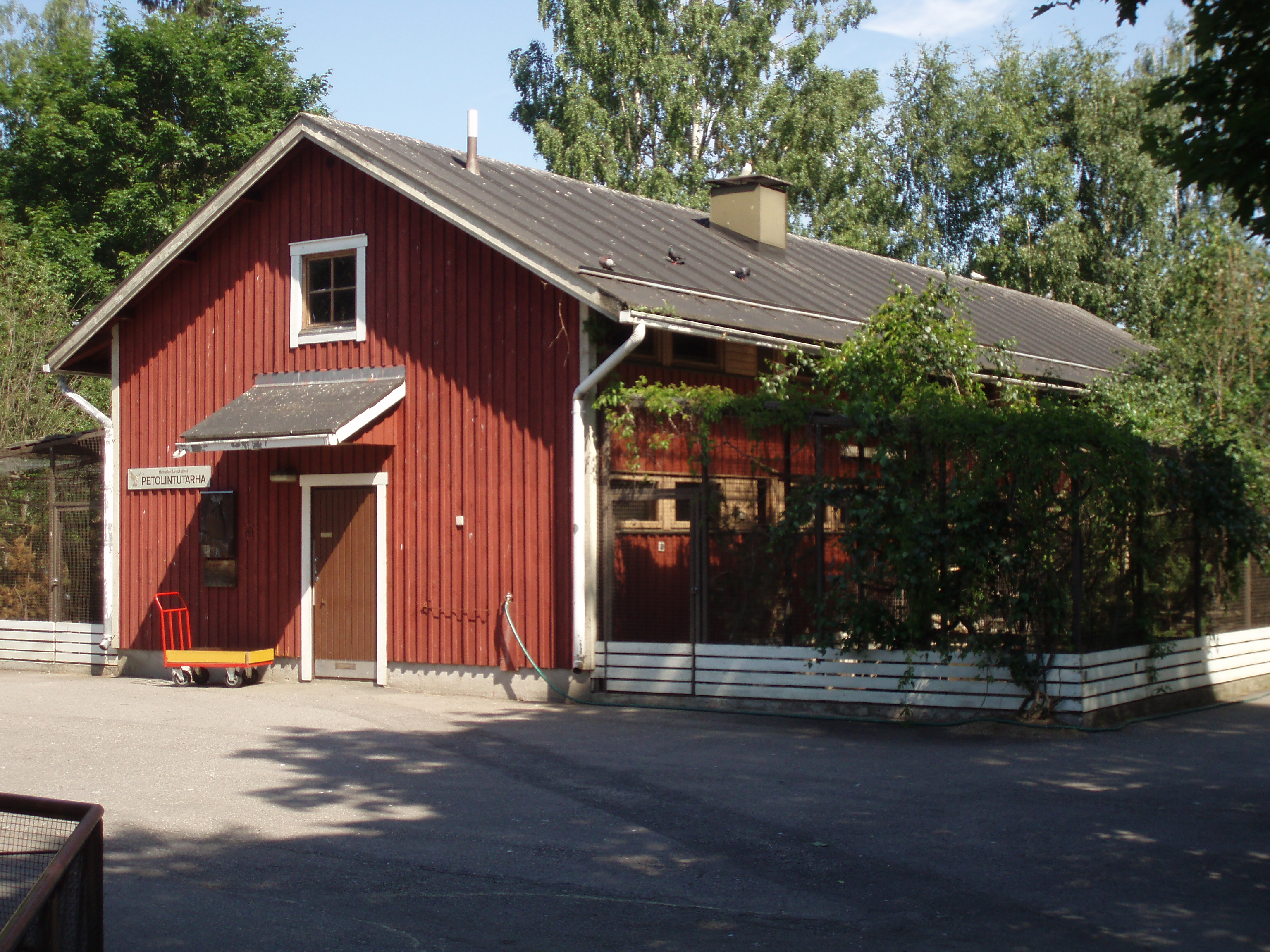
Heinola Madárrezervátuma

A Madárrezervátum a régi buszpályaudvar mellett található. Alapötlete, hogy segítséget nyújtson a közlekedésben, villanyvezetékeken, üvegfelületeken megsérült madarak számára, és visszajuttassa őket a természetbe. A gondozásban maradt, illetve a természetbe visszatérni nem tudó, de fogságban tartalmas életet folytató madarak látogathatók. Iskolai csoportok és turisták számára ez jó alkalom lehet néhány olyan faj azonosítására, amelyek a vadonban nem könnyen észrevehetők. Nyáron trópusi madarak is láthatók itt, amelyek bent töltik a telet.

## Kultúra

### Itt születtek
- 1956-ban Jukka-Pekka Saraste karmester, hegedűművész
- 1977-ben Sipe Santapukki zenész

### Gasztronómia
Az 1980-as években Heinola hagyományos plébániai ételei a tappaiskeitto („mészáros leves”) és a palacsinta voltak.

## Testvérvárosai
- Karlshamn, Svédország[12]
- Peine, Németország
- Pöstyén, Szlovákia

## Fordítás
- Ez a szócikk részben vagy egészben  a   Heinola című angol Wikipédia-szócikk fordításán alapul.  Az eredeti cikk szerkesztőit annak laptörténete sorolja fel. Ez a jelzés csupán a megfogalmazás eredetét és a szerzői jogokat jelzi, nem szolgál a cikkben szereplő információk forrásmegjelöléseként.